# Бутовцы (Староконстантиновский район)
Бутовцы́ (укр. Бутівці) — село в Староконстантиновском районе Хмельницкой области Украины.
Население по переписи 2001 года составляло 421 человек. Почтовый индекс — 31113. Телефонный код — 3854. Занимает площадь 1,663 км². Код КОАТУУ — 6824280702.

## Местный совет
31112, Хмельницкая обл., Староконстантиновский р-н, с. Березное